# گرلیشز
گرلیشز (به انگلیسی: Girlicious) گروهٔ موسیقی دخترانه بود که توسط خالق پوسی‌کت دالز، رابین انتین به‌وجود آمده بود.